# Má Nishtaná

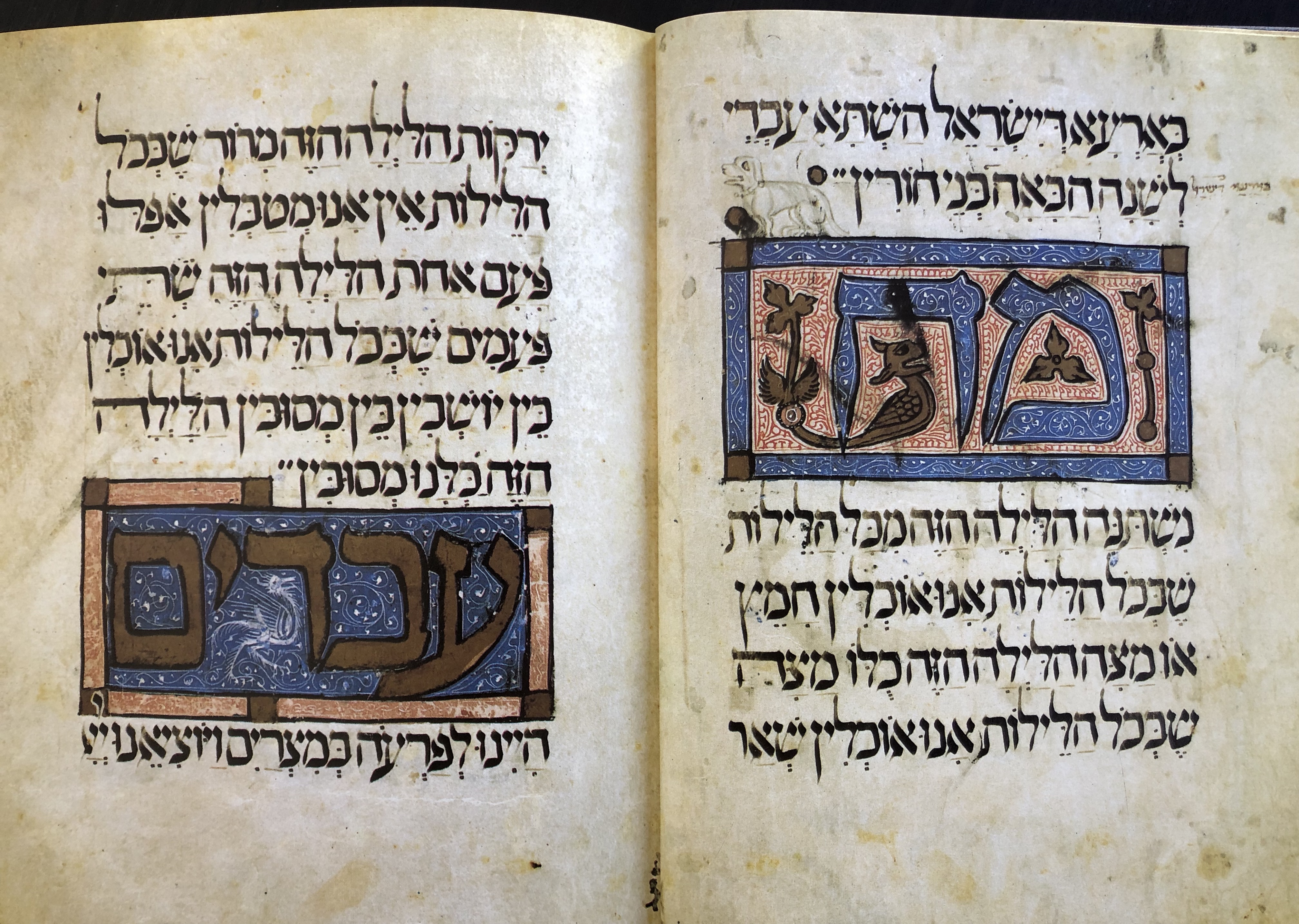
Las Cuatro Preguntas (Má Nishtaná) de la Haggadah de Sarajevo del.

Má Nishtaná (en hebreo: מה נשתנה) son las dos primeras palabras de una frase que significa "¿Por qué esta noche es diferente de todas las demás?". La frase aparece al principio de cada línea de Las Cuatro Preguntas, tradicionalmente formuladas mediante una canción por el niño capaz más joven que asiste al Séder de Pascua.
Las preguntas se incluyen en la hagadá como parte de la sección Maggid (מגיד).

## Orígenes
Las preguntas tienen su origen en la Mishná, Pesajim 10:4, pero se citan de forma diferente en el Talmud de Jerusalén y en el de Babilonia. El Talmud de Jerusalén sólo recoge tres preguntas: por qué los alimentos se mojan dos veces en lugar de una, por qué se come matzá y por qué el sacrificio de carne que se come es exclusivamente asado. (La última pregunta hace referencia al sacrificio pascual, que se asaba al fuego). El Talmud de Babilonia cita cuatro preguntas: por qué se come matzá, por qué se come maror, por qué la carne que se come es exclusivamente asada y por qué se moja la comida dos veces. La versión del Talmud de Jerusalén es también la que se encuentra con más frecuencia en los manuscritos. Como el sacrificio pascual no se comía después de la destrucción del templo, se suprimió la pregunta sobre la carne. Tanto el Rambam como Saadia Gaon añaden una nueva pregunta a la liturgia para sustituirla: "¿Por qué nos reclinamos esta noche?" En última instancia, se mantuvo la pregunta de reclinarse, en parte para crear un paralelismo entre el número de preguntas y las otras ocurrencias del número cuatro en la hagadá.

## Melodías contemporáneas
Tradicionalmente, Má Nishtaná se recita en la forma de canto llamada lern-steiger mayor ("modo de estudio" - un canto utilizado para recitar lecciones del Talmud o la Mishná). Una de las melodías actuales más utilizadas para el Ma Nishtana fue escrita por Ephraim Abileah en 1936 como parte de su oratorio "Chag Ha-Cherut".

## Texto
El texto siguiente es el que figura en la Hagadá original impresa.
| Español | Transcripción                                                                                           | Hebreo                                                                    |
| --- | --- | ------------------------------------------------------------------------- |
| ¿Por qué esta noche es diferente de todas las otras noches?;                                                                | Mah nishtanah, ha-laylah ha-zeh, mi-kol ha-leylot                                                       | מַה נִּשְׁתַּנָּה, הַלַּיְלָה הַזֶּהמִכָּל הַלֵּילוֹת                                             |
| Que el resto de las noches comemos chametz y matzah, ¿esta noche sólo comemos matzá?                                        | She-b'khol ha-leylot 'anu 'okhlin chameytz u-matzah, ha-laylah ha-zeh, kulo matzah                      | שֶׁבְּכָל הַלֵּילוֹת אָנוּ אוֹכְלִיןחָמֵץ וּמַצָּההַלַּיְלָה הַזֶּה, כֻּלּוֹ מַצָּה                          |
| Que el resto de las noches comemos muchas verduras, ¿esta noche, maror?                                                     | She-b'khol ha-leylot 'anu 'okhlin sh'ar y'rakot, ha-laylah ha-zeh, maror                                | שֶׁבְּכָל הַלֵּילוֹת אָנוּ אוֹכְלִיןשְׁאָר יְרָקוֹתהַלַּיְלָה הַזֶּה, מָרוֹר                            |
| Que en todas las demás noches no sumergimos las verduras ni una sola vez, en esta noche, nos sumergimos dos veces?          | She-b'khol ha-leylot 'eyn 'anu matbilin 'afilu pa`am 'achat, ha-laylah ha-zeh, shtey p`amim             | שֶׁבְּכָל הַלֵּילוֹת אֵין אָנוּמַטְבִּילִין אֲפִילוּ פַּעַם אֶחָתהַלַּיְלָה הַזֶּה, שְׁתֵּי פְעָמִים              |
| Que en todas las demás noches unos comen y beben sentados y otros reclinados, pero en esta noche, todos estamos reclinados? | She-b'khol ha-leylot 'anu 'okhlin ushotin beyn yoshvin u-veyn m'subin, ha-laylah ha-zeh, kulanu m'subin | שֶׁבְּכָל הַלֵּילוֹת אָנוּ אוֹכְלִין ושותין בֵּין יוֹשְׁבִין וּבֵין מְסֻבִּין הַלַּיְלָה הַזֶּה, כֻּלָּנוּ מְסֻבִּין |

### Orden alternativo
En la tradición asquenazí, el orden es el siguiente: 1. Comer matzá 2. Comer hierbas amargas 3. Mojar la comida 4. Recostarse. Las comunidades asquenazíes también omiten el uso de la palabra "ushotin", que significa "beber".

### Historia
Una quinta cuestión presente en la mishná ha sido eliminada por autoridades posteriores debido a su inaplicabilidad tras la destrucción del Segundo Templo:

5. ¿Por qué en todas las demás noches comemos carne asada, adobada o cocida, pero en esta noche es totalmente asada?

### Respuestas
Las respuestas a las cuatro preguntas (y a la histórica quinta pregunta) son:
1. Sólo comemos matzá porque nuestros antepasados no podían esperar a que subieran los panes cuando huían de la esclavitud en Egipto, y por eso estaban planos cuando salían del horno.
2. Sólo comemos Maror, una hierba amarga, para recordar la amargura de la esclavitud que padecieron nuestros antepasados en Egipto.
3. La primera inmersión, verduras verdes en agua salada, simboliza la sustitución de nuestras lágrimas por gratitud, y la segunda inmersión, Maror en Charoset, simboliza la dulcificación de nuestra carga de amargura y sufrimiento.
4. Nos reclinamos en la mesa del Séder porque en la antigüedad, una persona que se reclinaba en una comida era una persona libre, mientras que los esclavos y los sirvientes permanecían de pie.
5. Sólo comemos carne asada porque así es como se prepara el cordero de Pésaj/Pascua judía durante el sacrificio en el Templo de Jerusalén.

Algunas de estas respuestas se enuncian en el transcurso del Séder.

## Uso contemporáneo
Tradicionalmente, las cuatro preguntas las formula la persona más joven de la mesa que puede hacerlo. Gran parte del séder está diseñado para cumplir con la obligación bíblica de contar la historia a los hijos, y muchas de las costumbres que se han desarrollado en torno a las Cuatro Preguntas están diseñadas para despertar la curiosidad de los niños sobre lo que está sucediendo con el fin de mantener su atención.